# Лосев, Андрей Семёнович
Андре́й Семёнович Ло́сев (род. 3 июля 1963, Москва) — российский физик-теоретик. Доктор физико-математических наук, профессор факультета математики НИУ ВШЭ. Старший научный сотрудник ИТЭФ.

## Биография
Окончил 2-ю физико-математическую школу в Москве (1980).
В 1986 году окончил ФОПФ МФТИ. В 1989 году стал кандидатом физико-математических наук (диссертация «Метод разрезания и склеивания в физике струн»).
Доктор физико-математических наук (2008, тема диссертации: «Инстантоны и топологические теории»; официальные оппоненты А. А. Белавин, А. С. Горский, И. В. Тютин).
Старший научный сотрудник Института теоретической и экспериментальной физики и НИИСИ РАН. Преподает на кафедре теоретической астрофизики и квантовой теории поля МФТИ, а также на факультете математики НИУ ВШЭ.
Снялся в кинематографическом проекте «Дау». В фильме «Смелые люди» Лосев играет ученого Андрея Лосева, разрабатывающего квантовую теорию поля и теорию струн.

## Научная деятельность
Научные интересы: теория струн, М-теория, топологические теории, математические аспекты квантовой теории поля, зеркальная симметрия, теория Черна-Саймонса, пространства модулей комплексных структур.

## Некоторые статьи
- Losev A., Moore G.,  Nekrasov N., Shatashvili S. Four-dimensional avatars of two-dimensional RCFT (англ.) // Nuclear Physics B : journal. — 1996. — Vol. 46, no. 1—3. — P. 130—145. — doi:10.1016/0920-5632(96)00015-1.
- Losev A.,  Nekrasov N.,  Shatashvili S. Issues in topological gauge theory (англ.) // Nuclear Physics B : journal. — 1998. — Vol. 534, no. 3. — P. 549—611. — doi:10.1016/S0550-3213(98)00628-2.
- Losev A. S., Slizovskiy S. New observables in topological instantonic field theorie // Journal of Geometry and Physics. 2011. Vol. 61. P. 1868—1880
- Лосев А. С. Гомотопические уравнения Маурера-Картана в физике // Труды НИИСИ РАН. 2012. Т. 2. № 2.